# Jüdischer Friedhof (Wąwolnica)
Koordinaten: 51° 17′ 43,4″ N, 22° 9′ 34,6″ O

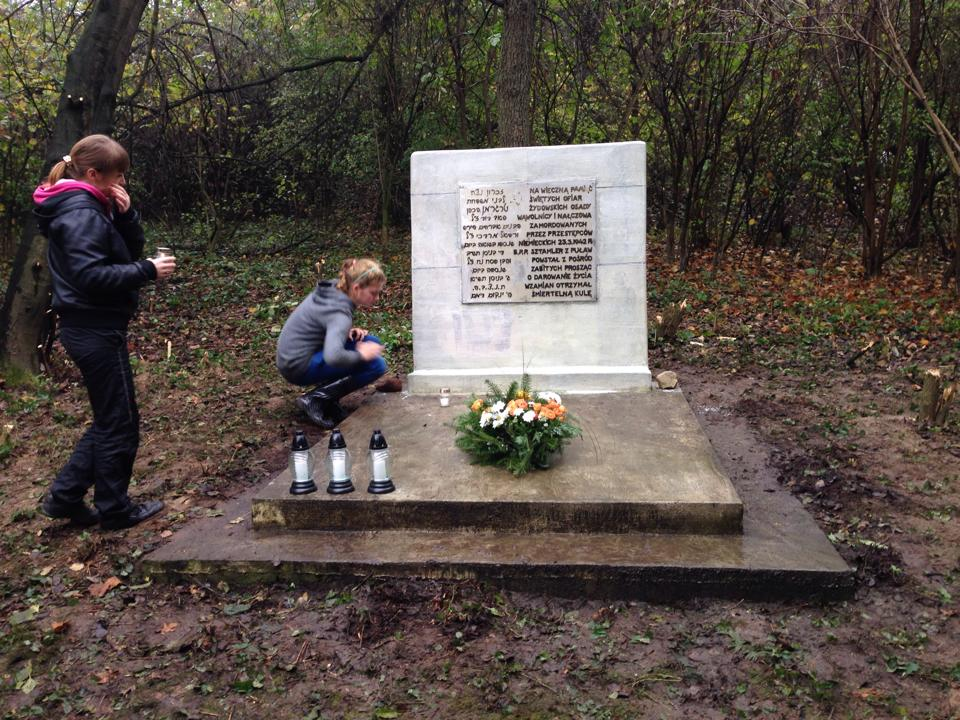
Gedenkstein auf dem jüdischen Friedhof

Der Jüdische Friedhof in Wąwolnica, einer polnischen Stadt im Powiat Puławski in der Wojewodschaft Lublin, wurde Anfang des 19. Jahrhunderts angelegt. Der jüdische Friedhof mit der Adresse ulicy 3 maja wurde während des Zweiten Weltkriegs von den deutschen Besatzern verwüstet.
Auf dem etwa 2000 Quadratmeter großen Friedhof sind heute noch acht Grabsteine vorhanden, die aber meistens zerbrochen sind.